# 大悟法久志
大悟法 久志（だいごぼう ひさし、1947年3月20日 - 2011年8月29日）は、日本の高校野球指導者。大分県中津市出身。柳ヶ浦高等学校、明豊高等学校、福岡県立青豊高等学校で指揮を執った。

## 来歴
浅沼学園中津高等学校、駒澤大学卒業。現役時代は捕手であり、大学では準硬式野球部に所属していたが、全日本入りしたことがある。
大学4年の時、高校時代の恩師・植島安朝が野球部監督を務める柳ヶ浦高等学校のコーチを務めたことから、卒業後の1969年、柳ヶ浦に社会科教諭として赴任し、同時に野球部監督に就任した。柳ヶ浦は元は女子高で、1966年に共学化された私立高校であり、赴任当時は女子生徒の割合が高く部員確保が困難であった。それでも熱心な指導と、のちに盟友となる藤久保茂己（柳ヶ浦の甲子園初出場時の監督、のち部長に退き、監督に再就任）の加入もあって、1976年夏の選手権大会出場に繋いだ。だが、過労のために体調を崩し甲子園で指揮を執ることは叶わなかった。監督として初めて甲子園の土を踏んだのは、1987年の第69回全国高等学校野球選手権大会。この大会では、清原雄一の活躍もあり甲子園初勝利も上げている。
1990年の第62回選抜高等学校野球大会にも出場、1991年の第73回全国高等学校野球選手権大会では、岡本克道を擁し、開幕戦で小林幹英の新潟明訓に大勝した。1992年は自身と同校初となる2年連続での選手権大会出場を果たしたが、初戦敗退を喫した。1994年、第76回全国高等学校野球選手権大会では金村秀雄の仙台育英を破るなど4勝を挙げ、自己最高成績となるベスト4入りを果たした。
長く柳ヶ浦で指導していたが、1998年秋に別府大学附属高校（1999年4月に明豊高等学校に改称）に移り総監督に就任することとなった。2002年に総監督から監督となり、明豊で実際に指揮を執ることになった。2004年夏の大分県予選準決勝では、かつて指揮し、また盟友・藤久保監督が指揮をする柳ヶ浦と対戦。当時2年の山口俊を相手に8回まで0-3と抑えられたが、9回裏に山口を捉えて4得点し、逆転サヨナラ勝ちを収め、この勢いで決勝戦も制し明豊の監督として初の甲子園出場を果たした。
2008年春に出場後、2009年は自身初となる春夏連続出場を果たした。特に2009年夏の第91回全国高等学校野球選手権大会では今宮健太、山野恭介の活躍により、ベスト8まで進出。この年は、春夏ともに菊池雄星を擁する花巻東に敗れている。また、この大会限りで高齢を理由に監督を退任した。
2010年、今度は福岡県立青豊高等学校の監督に就任。同校は、1981年の第53回選抜高等学校野球大会に出場した福岡県立築上中部高等学校等が統合されて開校した公立高校である。青豊の復活を託され、指導していたが2011年8月29日に呼吸不全のために大分県宇佐市の病院で死去した。64歳没。9月11日に、教え子や野球関係者によってお別れの会が行われ700人が参列した。2012年に日本高等学校野球連盟は、大悟法の長年の指導に敬意を表し、育成功労賞を贈呈した。

## 人物
- 大悟法という苗字は、中津市大悟法、かつての豊前国下毛郡大悟法村（銘板には大語法とある）に由来し、中津市特有のもの。大悟法の家系は神官で、曾祖父の代まで宇佐八幡宮の元宮・薦神社の神官を務めており、自宅には京都・吉田神社が発行していた神官裁許状が残されている。由緒ある家系で通字として「重」が継承され、大悟法は大悟法久志重統（だいごぼう ひさし しげむね）という名を持っている[4]。
- 大悟法は骨董収集家としての面を持っていたが、短歌の趣味を持っていた。野球に関することを野球短歌として詠み、尊敬していたという小嶋仁八郎津久見高校監督を詠んだり、教え子の卒業に合わせて短歌を贈っていた。短歌を好む理由として、多くを語るより心理を表現できるからとしている。

## 監督通算成績
柳ヶ浦
- 春・出場1回（1勝1敗）、夏・出場4回（4勝3敗）

明豊
- 春・出場2回（1勝2敗）、夏・出場2回（3勝2敗）